# رومان بايارد
رومان بايارد (بالفرنسية: Romain Bayard) (15 أكتوبر 1993 بكومبيين في فرنسا - ) هو لاعب كرة قدم فرنسي في مركز الوسط. لعب مع نادي دونكيرك.

## روابط خارجية
- رومان بايارد على موقع قاعدة بيانات كرة القدم.إي يو (الإنجليزية)
- رومان بايارد على موقع Soccerway.com (الإنجليزية)
- رومان بايارد على موقع عالم كرة القدم.نت (الإنجليزية)
- رومان بايارد على موقع GSA (الإنجليزية)